# Прыжок через одеяло
«Прыжок через одеяло» (фр. Le Saut à la couverture) — немой короткометражный документальный фильм; один из первых фильмов, снятых братьями Люмьер.
Фильм был показан восьмым на первом платном люмьеровском киносеансе из десяти фильмов в Париже в подвале «Гран-кафе» на бульваре Капуцинов 28 декабря 1895 года.

## Сюжет
В фильме показана тренировка военных, новичка учат с разбега прыгать на одеяло, которое держат на весу другие военные.